# إكشان (أروهالن)
إكشان هو دُوَّار يقع بجماعة إميلمايس، إقليم تارودانت، جهة سوس ماسة في المملكة المغربية. ينتمي الدوّار لمشيخة أروهالن التي تضم 5 دواوير. يقدر عدد سكانه بـ 279 نسمة حسب الإحصاء الرسمي للسكان والسكنى لسنة 2004.

## روابط خارجية
- البوابة الوطنية للجماعات الترابية
- المندوبية السامية للتخطيط